# تربيط

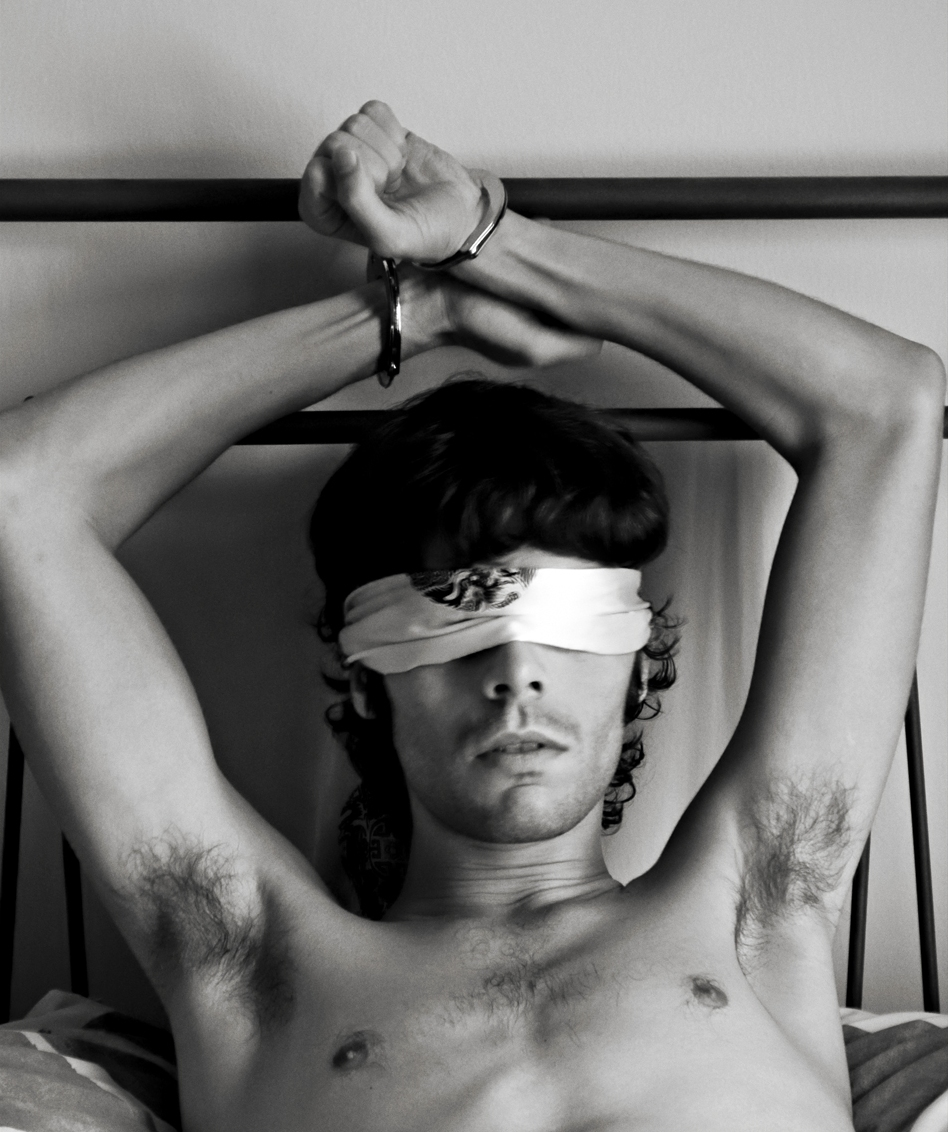
رجل متربط باستعمال الأصفاد.

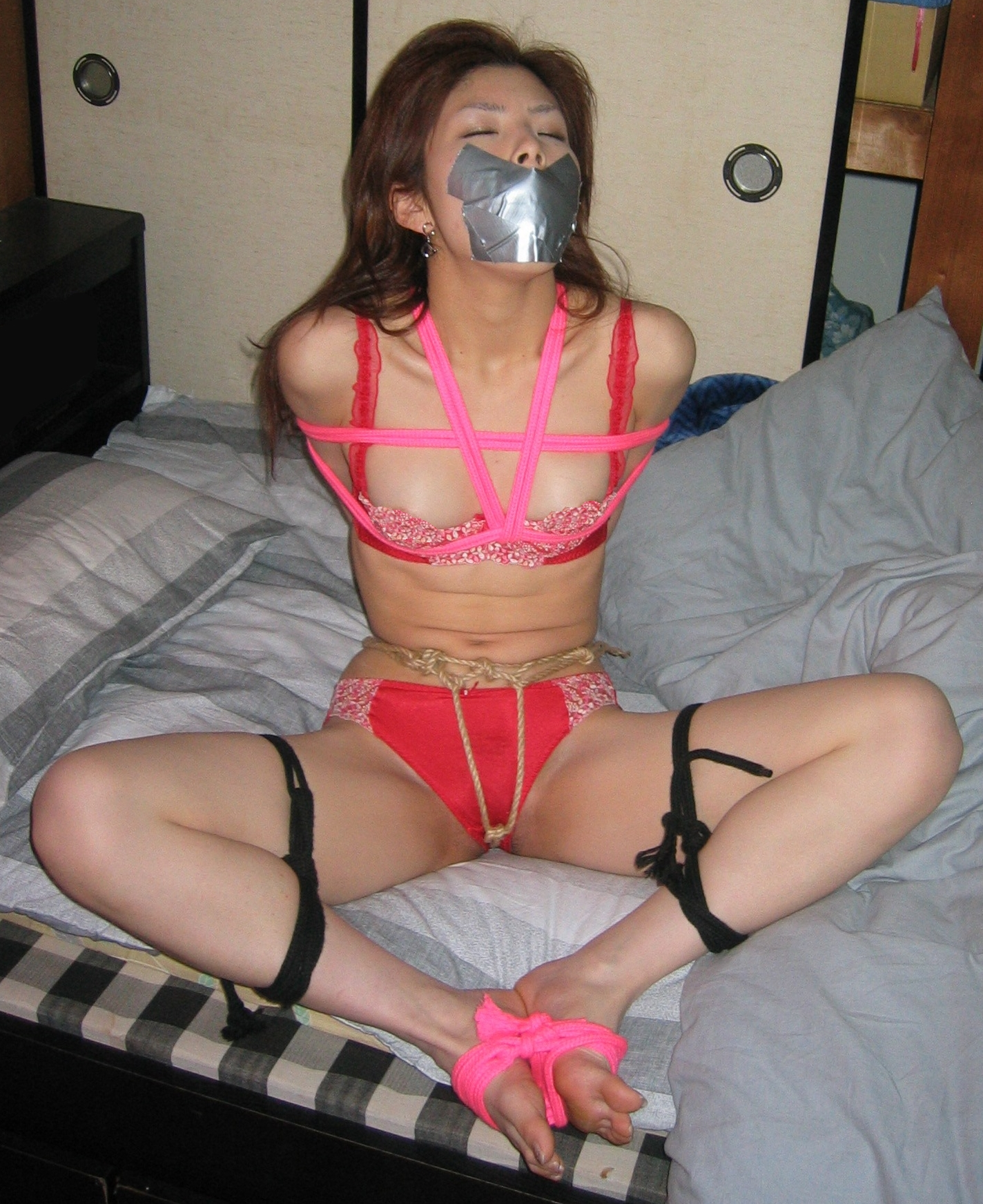
امرأة متربطة.

التربيط (بالإنجليزية: Bondage بوندج)‏ هو ممارسة ربط أو تقييد الشريك لغرض الإثارة الجنسية أو الجمالية أو تحفيز الحسية الجسدية. ويستخدم لهذا الغرض حبل أو أصفاد أو حبل تربيط خاص وأنواع مختلفة من الأدوات.
ممارسة التربيط لا تعني بالضروة السادية والمازوخية. فهي ممارسة خاصة بحد ذاتها. وتمارس أحياناً مع الجنس أو مع بعض ممارسات البي دي إس إم الأخرى. الحرف «بي» من مصطلح «بي دي إس إم» يرمز لكلمة «بوندج». النشاط الجنسي والشبقية ضروريان أثناء ممارسة التربيط، ولكن في بعض الحالات لا يكون وجودهما ضرورياً.

## صور

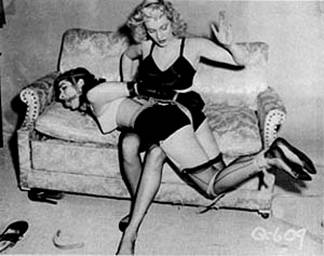
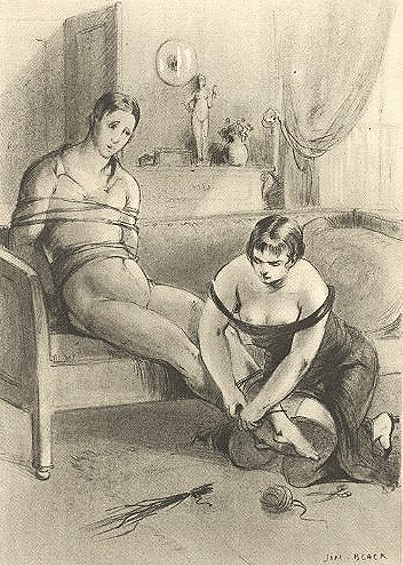
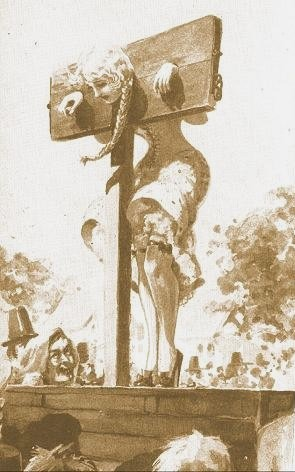